# Stram kurs
Stram kurs är ett islam- och invandringskritiskt politiskt parti med verksamhet i Danmark och Sverige. Det grundades 2017 i Danmark av advokaten Rasmus Paludan, som har både danskt och svenskt medborgarskap. Paludan tillkännagav grundandet av partiet under ett tal vid en demonstration arrangerad av föreningen Stop Islamiseringen af Danmark i Roskilde den 15 juli 2017.
Den 6 maj 2019 offentliggjordes att partiet var godkänt av det danska Økonomi- og Indenrigsministeriet att delta i Folketingsvalet 2019. Partiet blev tilldelat partibokstaven P.
Partiet gick till val på att förbjuda islam i Danmark, att stoppa invandring från icke-västländer samt att utvisa icke-västliga invandrare och flyktingar. Partiets valmöten fick ofta karaktären av demonstrationer och fick stor uppmärksamhet i media.

## Organisation
Enligt partiets stadgar paragraf 3 skall man ta avstånd från rasism, nazism, fascism, islam, kommunism och "våldsamma ideologier" i allmänhet för att kunna bli medlem i partiet. Utöver så har partiet inte offentliggjort några andra gällande stadgar.
Partiet har inte gått ut med hur många medlemmar det har. Under en period när det inte fick det använda namnet Stram kurs startade man ett systerparti som hette "Hard Line" (den engelska översättningen av partinamnet).

## Valresultat
Partiet ställde upp i två regioner och sex  kommuner vid kommunvalet 2017. Sammanlagt fick partiet 1120 röster vid de två valen i november 2017. Paludan tillkännagav tidigt 2019 att partiet kom till att delta i Folketingsvalet 2019. Paludan blev inbjuden till den första partiledardebatten som sändes av Danmarks Radio. Valresultatet för Stram kurs blev sammanlagt 63.091 röster vilket gav dem 1,8%, knappt 0,2 procentenheter under spärren för att komma in i Folketinget.
Folketingsval
| Folketingsval | Röster | Procent | Mandat | ± |
| ------------- | ------ | ------- | ------ | - |
| 2019          | 63 091 | 1,8 %   | 0      | 0 |

Kommunvalet 2017
| Kommun      | Röster | Procent | Ref.          | ± |
| ----------- | ------ | ------- | ------------- | - |
| Albertslund | 23     | 0,2 %   | [ 13 ]        | 0 |
| Glostrup    | 25     | 0,2 %   | [ 14 ]        | 0 |
| Hvidovre    | 25     | 0,1 %   | [ 15 ]        | 0 |
| Rødovre     | 16     | 0,1 %   | [ 16 ]        | 0 |
| Kalundborg  | 33     | 0,1 %   | [ 17 ] [ 18 ] | 0 |
| Köpenhamn   | 164    | 0,0 %   | [ 19 ]        | 0 |

Regionvalet 2017
| Kommun             | Röster | Procent | Ref.   | ± |
| ------------------ | ------ | ------- | ------ | - |
| Region Hovedstaden | 566    | 0,1 %   | [ 20 ] | 0 |
| Region Själland    | 268    | 0,1 %   | [ 21 ] | 0 |

## Svenska riksdagsvalet 2022
Den 20 april 2022 bekräftade Valmyndigheten att partiet avser att ställa upp i det svenska riksdagsvalet 2022 under partibeteckningen Stram Kurs Sverige.
Partiets valturné rönte inledningsvis stor uppmärksamhet, då Paludan brände koraner i flera svenska städer vilket ledde till oroligheter i exempelvis Örebro. I samband med detta intervjuades Paludan i bland annat Kvartal och Fokus. Senare torgmöten skapade inte samma uppmärksamhet. Polisens nota för Paludans valturné uppgick mitten av augusti 2022 till över 43 miljoner kronor.
Partiet fick 156 röster i riksdagsvalet.